# Gustaf Leonard Stenbock
Gustaf Leonard Stenbock, född 19 augusti 1711 i Malmö, Malmöhus län, död 30 maj 1758 i Växjö, Kronobergs län, var en svensk vice landshövding och greve.

## Biografi
Gustaf Leonard Stenbock föddes 1711 i Malmö. Han var son till kungliga rådet och fältmarskalken Magnus Stenbock och Eva Magdalena Oxenstierna. Stenbock blev 5 december 1722 student vid Uppsala universitet och 22 januari 1729 student vid Lunds universitet. Han blev 9 juli 1731 extra ordinarie kanslist i Kanslikollegium och 9 juli 1731 hovjunkare. Stenbock blev 24 december 1734 kammarherre och 29 april 1747 lagman i Tiohärads lagsaga. Han utnämndes 11 januari 1755 till riddare av Nordstjärneorden och blev 13 december 1757 vice landshövding i Kronobergs län. Stenbock avled 1758 i Växjö och begravdes i Oxenstiernska graven i Uppsala domkyrka, jämte sin fru.

### Egendom
Stenbock ägde Mörby slott och Rånäs i Fasterna socken, samt Hälleröd i Västra Eds socken.

### Familj
Stenbock gifte sig 18 december 1737 med grevinnan Fredrika Eleonora Horn af Ekebyholm (1721–1750), dotter till riksrådet och kanslipresidenten greve Arvid Bernhard Horn af Ekebyholm och grevinnan Margareta Gyllenstierna af Fogelvik. De fick tillsammans barnen kammarherren och översten Arvid Nils Stenbock (1738–1782), hovfröken Fredrika Eleonora Stenbock (1741–1820) som var gift med översten friherren Henrik Falkenberg af Trystorp, kvartermästaren Magnus Gustaf Stenbock (1742–1759) vid Östgöta kavalleriregemente, Margareta Juliana Stenbock (1743–1743), statsfru Magdalena Margareta Stenbock (1744–1822) som var gift med generalmajoren friherre Erik Julius Cederhielm och Eva Christina Stenbock (1747–1751).